# 羅芳伯
羅 芳伯（ら ほうはく、Luo Fangbai、1738年 ‐ 1795年）は、蘭芳公司の大唐総長（大統領）。
広東省梅県出身。1772年、郷試に落第したため、親戚友人百余名とともにボルネオ島に渡った。当時のボルネオ島には多くの華人が居住しており、羅芳伯は塾の教師となった。やがて羅芳伯の教養と群衆を組織する才能によって、ボルネオ島西部のポンティアナック周辺の華人のリーダーとなっていった。当時、ジャワ島のオランダ東インド会社がボルネオ島への侵略を開始していたが、羅芳伯は現地のスルタンと積極的に提携して、華人と現地人との軍隊を組織して、オランダ軍を2度にわたって撃退した。これによりマンドールの管轄権を得た。
1777年、羅芳伯は蘭芳公司を設立して、大唐総長と称した。在任中には農業技術の改良、鉱山の開発、学校の創設を行った。さらに民衆に軍事訓練を行い、武器を製造して防御を固めた。また清朝とも貿易を行った。蘭芳公司設立から19年後の1795年に58歳で病のため死去したが、功績が多く武芸に優れた江戊伯を後任に指名して、平穏に政権交代を行った。